# Segonzac (Charente)
Segonzac – miejscowość i gmina we Francji, w regionie Nowa Akwitania, w departamencie Charente.
Według danych na rok 1990 gminę zamieszkiwało 2 176 osób, a gęstość zaludnienia wynosiła 62 osób/km² (wśród 1467 gmin regionu Poitou-Charentes, Segonzac plasuje się na 128. miejscu pod względem liczby ludności, natomiast pod względem powierzchni na miejscu 109.).